# Searching for Bobby Fischer
Searching for Bobby Fischer is een Amerikaanse biografische dramafilm uit 1993 onder regie van Steven Zaillian. Het scenario is gebaseerd op het verhaal uit het gelijknamige boek van Fred Waitzkin en gaat over diens schakende zoon Joshua Waitzkin. Die vertoont als zesjarige zo'n aanleg voor het spel dat schaakleraar Bruce Pandolfini een potentiële nieuwe Bobby Fischer in hem ziet.
Searching for Bobby Fischer werd genomineerd voor een Oscar voor de cinematografie van Conrad L. Hall. Vijf andere prijzen werden de film daadwerkelijk toegekend, waaronder de juryprijs van het Internationaal filmfestival van Tokio voor Zaillian en een speciale vernoeming voor de indertijd zevenjarige hoofdrolspeler Max Pomeranc van datzelfde evenement.

## Verhaal
Fred Waitzkin probeert zijn zesjarige zoon Josh enthousiast te maken voor honkbal, maar wanneer die met zijn moeder Bonnie door het park loopt, wordt zijn interesse gegrepen door een groep schakende mannen. Ze gaan even kijken. Bonnie merkt ter plekke dat haar zoon tijdens een partij van de luidruchtige broodschaker Vinnie de gebeurtenissen op het speelbord opvallend intens in zich opneemt. Ze staat Josh toe het voor $5 op te nemen tegen een man die op een kartonnen bordje ermee adverteert dat hij ooit Tal versloeg. Hoewel het jongetje verliest, zegt Vinnie haar dat haar zoon opzienbarend combinatiespel vertoont voor een jongen van zijn leeftijd. Ze is behoorlijk verrast, want zowel haar man als zij wisten niet dat Josh überhaupt kan schaken.
Verrast door de interesse van zijn zoontje, nodigt Fred hem thuis uit voor een partijtje tegen hemzelf, een aardig amateurspeler. Josh verliest, maar zijn moeder zegt haar man dat die zijn zoon hem liet winnen omdat hij zijn vader niet wil verslaan. Daarop zet Fred het bord opnieuw klaar en vertelt Josh ditmaal zijn best te doen. Het jongetje veegt Fred deze keer van het bord, terwijl hij het grootste gedeelte van hun partij aan de telefoon en in bad zit en tegelijkertijd blindschaakt. Zijn vader meldt Josh daarop aan bij een schaakclub en vraagt daar aan de hoog aangeschreven schaakdocent Bruce Pandolfini om hem les te geven. Deze antwoordt dat hij dit niet meer doet. Hij gaat niettemin wel in het park kijken wanneer Josh daar volwassen schakers verslaat, die bewonderend om hem heen staan en praten over een nieuwe Bobby Fisher. Pandolfini zoekt de familie Waitzkin daarop thuis op om zich alsnog als leraar voor Josh aan te bieden. Hij wil wel dat Josh en Fred van begin af aan weten waar ze aan beginnen, want de weg naar de schaaktop betreden, betekent een obsessief bestaan leiden en de kans op redelijke financiële verdiensten is dan nog klein.
Pandolfini begint Josh te leren om steeds meer zetten vooruit te denken en pas te handelen wanneer hij een heel scenario eerst in zijn gedachten heeft gezien. Hij is geen fan van toernooien omdat daar kortetermijnwinst voor progressie gaat, maar Fred laat Josh toch deelnemen. Die rijgt de toernooizeges vervolgens aaneen. Zijn schoollerares raakt bezorgd over Josh. Ze vertelt zijn vader dat de jongen zo opgaat in alles wat met schaken te maken heeft, dat hij amper contact maakt met zijn leeftijdsgenoten. Vinnie vindt dit - los van haar - ook, maar Fred is zo overtuigd van Josh gave en plezier in het spel dat hij deze naar een Daltonschool stuurt, waar schaken deel uitmaakt van het lespakket.
Wanneer Josh het park weer bezoekt om er te schaken, ziet hij er een nieuw gezicht. Een jongetje van zijn leeftijd genaamd Jonathan Poe speelt er tegen 'de man die Tal versloeg' en in tegenstelling tot Josh eerder verslaat Poe hem. Hij komt later die dag Josh' schaakclub binnen om te worden aangemeld door zijn leermeester, een oude bekende van Pandolfini. Hij vertelt deze dat hij zijn pupil sinds zijn vierde levensjaar met niets anders dan schaken bezig laat zijn. Poe zit daarnaast niet eens meer op een school, maar eet, drinkt, leeft en droomt over schaken. Voor zowel Pandolfini als zijn leerling neemt hierop de obsessie voor Josh' vooruitgang toe en het wereldje van de jongen gaat meer en meer alleen maar om schaken draaien. De twijfel en faalangst is bij Josh niettemin toegeslagen en hij gaat betwijfelen of hij dit allemaal wel wil. Zijn plezier in het spel maakt plaats voor het idee dat hij altijd móét winnen. Zelfs zijn vader kan hem dit niet uit zijn hoofd praten.
Voor Josh' moeder is daarmee de grens bereikt. Hoewel het hem werd verboden door Pandolfini, laat zij haar zoon weer in het park schaken tegen Vinnie. Die merkt dat Josh is aangeleerd om risico's uit te bannen en zo te spelen dat hij zeker niet verliest. Vinnie wil daarentegen dat de jongen aanvallende stellingen inneemt en niet probeert hem van winnen af te houden, maar om hem te verslaan. Bonnie ziet haar zoon gedurende zijn partij met Vinnie vervolgens zienderogen opbloeien en voor het eerst in tijden plezier hebben achter een schaakbord. Met dit als laatste voorbereiding, vertrekt Josh naar net nationale kampioenschap waarvoor hij zich plaatste. Daar wijkt hij nu af van zijn mededeelnemertjes door zijn sociale en vriendelijke gedrag, waar bijna alle jonge schaaktalenten juist is aangeleerd om hun tegenstanders als de vijand te zien en behandelen. Hierdoor wijkt hij definitief af van de schaakbeleving van Fischer. Zijn angstgegner Poe is ook op het kampioenschap en plaatst zich evenals Josh voor de finale, waarin ze voor het eerst tegen elkaar moeten spelen.

## Rolverdeling
| Acteur                 | Personage                     | Opmerkingen            |
| ---------------------- | ----------------------------- | ---------------------- |
| Max Pomeranc           | Josh Waitzkin                 |                        |
| Joe Mantegna           | Fred Waitzkin                 | Vader van Josh         |
| Joan Allen             | Bonnie Waitzkin               | Moeder van Josh        |
| Ben Kingsley           | Bruce Pandolfini              | Schaakleraar Josh      |
| Laurence Fishburne     | Vinnie                        | Schaker in het park    |
| Michael Nirenberg      | Jonathan Poe                  |                        |
| Robert Stephens        | Poe's leraar                  |                        |
| David Paymer           | Kalev                         | Vader van Morgan       |
| Hal Scardino           | Morgan                        | Vriendje van Josh      |
| Vasek Simek            | Russische speler in het park  |                        |
| William H. Macy        | Tonijnvader                   |                        |
| Dan Hedaya             | Toernooidirecteur             |                        |
| Laura Linney           | Leraar                        |                        |
| Anthony Heald          | Vechtende ouder               |                        |
| Steven Randazzo        | Man van vele signalen         |                        |
| Chelsea Moore          | Katya Waitzkin                | Zusje van Josh         |
| Josh Mostel            | Vaste bezoeker schaakclub     |                        |
| Josh Kornbluth         | Vaste bezoeker schaakclub     |                        |
| Tony Shalhoub          | Lid schaakclub                |                        |
| Austin Pendleton       | Asa Hoffman                   |                        |
| Tom McGowan            | Verslaggever                  |                        |
| Ona Fletcher           | Verslaggever                  |                        |
| Kamran Shirazi         | Zichzelf                      | internationaal meester |
| Joel Benjamin          | Zichzelf                      | schaakgrootmeester     |
| Roman Dzindzichashvili | Zichzelf                      | schaakgrootmeester     |
| Jerry Poe McClinton    | Speler in het park            |                        |
| Matt De Matt Reines    | Nachtelijk speler in het park |                        |
| Vincent Smith          | Washington Square Patzers     |                        |
| Jerry Rakow            | Washington Square Patzers     |                        |
| William Colgate        | Statisticus                   |                        |
| Tony De Santis         | Journalist                    |                        |
| R.D. Reid              | Toernooidirecteur finale      |                        |
| Anthony McGowen        | Dealer in het park            |                        |
| Katya Waitzkin         | 82nd Girl                     |                        |
| Ryder Fleming-Jones    | Petey                         |                        |
| Harris Krofchick       | Rennend schaakkind            |                        |
| John Bourgeois         | Ouder in de gymzaal           |                        |
| Maria Ricossa          | Ouder in de gymzaal           |                        |
| Caroline Yeager        | Gillende moeder               |                        |
| Andrew Sardella        | Tegenstander Josh in Syracuse |                        |
| Nathan Carter          | Teamgenootje Josh             |                        |
| Nicholas Taylor        | Verjaardagsvriendje           |                        |
| Jonathan Fazio         | Verjaardagsvriendje           |                        |
| Nicky Mellina          | Verjaardagsvriendje           |                        |
| Philip Neiman          | Verjaardagsvriendje           |                        |
| Elizabeth Gropman      | Verjaardagsvriendje           |                        |

## Trivia
- In realiteit speelde Waitzkin in de finale niet tegen Jonathan Poe, maar tegen de Canadese Jeff Sarwer, die in 1986 de wereldtitel schaken voor spelers tot tien jaar won. Hun partij eindigde destijds in remise.
- De echte Pandolfini heeft in de film een cameo als de man in het Washington Square Park die tegen Pandolfini (Kingsley) zegt dat Josh een nieuwe Fischer is. In tegenstelling tot hoe Kingsley eruitziet in de film, heeft hij krulhaar, een snor en een bril.
- De echte Josh Waitzkin en Vinnie kijken op de achtergrond toe wanneer de acteurs die hen spelen tegen elkaar schaken